# La Villedieu (Charente-Maritime)
La Villedieu é uma comuna francesa na região administrativa da Nova Aquitânia, no departamento de Charente-Maritime. Estende-se por uma área de 22,27 km². Em 2010 a comuna tinha 211 habitantes (densidade: 9,5 hab./km²).